# Hieronymus van Beverningh
Hieronymus van Beverningh, född 25 april 1614 i Gouda, död 30 oktober 1690 i Oud-Teylingen vid Warmond i Zuid-Holland, var en nederländsk statsman. 
Hieronymus van Beverningh grundlade sitt stora rykte som diplomat genom underhandlingarna med Oliver Cromwell 1653–54, som ledde till fred med England och huset Oraniens uteslutning från generalkaptens- och ståthållarämbetena i Holland. Han var sedermera (till 1665) generalskattmästare. Som en av republikens fullmäktige deltog han i fredsunderhandlingarna i Breda (1667), Aachen (1668) och Nijmegen (1678) samt i avslutandet av 1679 års freds- och handelstraktat på sistnämnda ställe med Sverige. Därefter lämnade han det politiska livet och kastade sig med iver på blomsterodling. Sedan 1673 var han kurator för universitetet i Leiden.